# Ливонци
Ливонци (лив. līvlizt; лет. līvi, lībieši; ест. liivlased; фин. liiviläiset) су угро-фински народ који живи у области Ливонији у северној Летонији и јужној Естонији.

## Име
По Несторовој хроници из 12. вијека назив за Ливонце је био либь. Латинске називе Ливони, Ливоници, су први пут користили у 13. вијеку Сакс Граматикус (Saxo Grammaticus) и Хенрих Лет (Henrik the Lett).

## Станиште
Првобитно Ливонија је обухватала историјску ливонску територију на источној обали Ришког залива, а затим је обухватала и сву земљу коју су освојили Тевтонски витезови на обали Балтичког мора, касније Балтичку покрајину (ест. Liivimaa — Ливима; рус. Ливония — Ливонија, Лифляндия — Лифљандија;   — Ливланд). 
Древни Ливонци су живели у Ливонији, тј. у широком подручју од 60—100 km на источној обали Ливонског залива од ријеке Западне Двине до територије Естоније и на сјеверној Курландији међу Куронцима. Неки истраживачи сматрају да је ливонско станиште у северној Летонији могло бити и шире. Према хроникама Хенриха Лета, Ливонци су живели на ушћу ријеке Западне Двине и на обалама река Гауја и Салаци.
Данас је само мали број Ливонаца који живе у приобалним селима сјеверозападне Курландије и распршени широм Летоније (Вентспилс, Талси, Рига).

## Становништво
Најстарији поуздани подаци о Ливонцима су из Коепена, 1835. године, када су Ливоници бројали 2.074 припадника, док је око 3.000 Ливонаца живело у 12 села на морској обали Курландије 1860. године (по Ф. Ј. Вајдеману који је овај податак забележио и објавио у свом истраживању о ливонском језику 1859. године), као и да је више од 2.000 ливонских говорника живело у Курландији и 8 у Салацију у Ливонији). На почетку 20. вијека број припадника овог народа је био 2.000 (само у Курландији), 1.238 у 1925. години (летонски попис). Године 1939. било их је 2.000, док је 1948. године број драстично опао и износио је 500—600 Ливонаца. По попису Совјетског Савеза из 1959. године њихов број је био 200, мада се вјерује да је стварни број у то вријеме био ближи 500. Ливонци нису били урачунати током пописа из 1970. године. Занимљива је чињеница да је 1990. године само око 35 особа говорило ливонским језиком, од којих 15 течно. Осим тога, у Летонији има неколико стотина људи који би желели да се идентификују као Ливонци.
| Година | Број становништва |
| ------ | ----------------- |
| 1835.  | 2.074             |
| 1860.  | 3.000             |
| 1925.  | 1.238             |
| 1939.  | 2.000             |
| 1948.  | 500—600           |
| 1959.  | 200               |
| 1970.  | —                 |
| 1990.  | 35                |

### Језик
Ливонски језик припада јужној групи балто-финских језика. Претпоставља се да су се Ливонци први одвојили од заједничке балто-финске заједнице. Кључни проблем академског истраживања Ливонаца је њихово мјесто порекла и миграција. 
На основу доступних података, до 19. вијека већина Ливонаца је већ било асимиловано са Летонцима. У сјеверном дјелу Летоније ливонски језик је застарио најкасније до почетка овог вијека. Ливонски језик на простору Курландије се разгранао на дијалекте: западни (у насељима Луц или Луцна и Пиза или Микелторнис), средњи (у насељу Ира или Лиелирбе) и источни (од насеља Ужкила или Јаунциемса до насеља Мустануме или Мелнсилса). Разлике између дијалеката нису велике. Ливонски писмени језик заснива се на источном дијалекту, али је такође био под утјецајем летонског у речнику, изговору и граматици.

## Историја
Прво писано спомињање Ливонаца у Ливонији датира из 11. вијека, док се Курландски Ливонци помињу тек средином 14. вијека. У ранијим изворима, становници Курландије називани су курелизовани и термин је обухватао балтичке Куронце и балто-финске Ливонце.
Древни Ливонци су били фармери, узгајивачи стоке и рибари. Пошто су Ливонци настањени поред веома важне трговачке руте — ријеке Западна Двина — имали су изузетно добро развијену материјалну културу. Ливонци су трговали са Готландом, Кијевском Русијом и Финском. Средином 12. вијека њемачки трговци почели су да долазе у долину ријеке Западне Двине. Године 1201. бискуп Алберт основао је град Рига на ливонској земљи. Крсташи су победили Ливонце 1206. године. Због тога су Ливонци морали да учествују у војним походима који су уследили, укључујући и против Естонаца. 
Летонска племена (Латгали) почели су да се насељавају у ретко насељеним ливонским областима у 13. вијеку. Постепено временом, Ливонци су великим својим дијелом били асимиловани од стране Летонаца. Неколико Ливонских породица остало је у Салацију до средине 19. вијека, можда чак и дуже. Ливонци су некад насељавали и простор Курландије. Чак и данас још нису потпуно нестали са ових простора. Овај део народа је, за разлику од других, могао задржати свој идентитет јер је њихов живот, заснован на риболову, и био је другачији од оног у селима унутрашњости. Осим тога, обална ливонска насеља су одсјечена шумама и мочварама. Асимилација Ливонаца и Куронаца је завршена тек 1960. година. 
Од почетка 20. вијека Ливонци су се борили за свој положај у земљи. Примјер тога је плебисцит из 1923. године, када су Ливонци покушали да добију дозволу за оснивање етничке парохије, али летонска влада то није одобрила. Међутим, њихова култура је видљиво напредовала у Летонској Републици. Основан је хор и Ливонски песнички фестивали одржавани су на Ливонској обали Курланда. Такође, важно је напоменути да је ливонски језик постао изборни предмет у школама 1923. године. Наставник, Март Лепсте, јахао је на коњу и кретао се од села до села и учио ливонски језик оне који су то желели. Национално буђење и жеља да се развије ливонска етничка култура подстакла је покрет у циљу промовисања блиских веза међу родољубима у Естонији и Финској од 1920—1930. године. Сви ови циљеви су прекинути почетком Другог свјетског рата и током следеће совјетске окупације. Економски и културни живот практично је престао да постоји. Током рата, као што је то био случај у Првом светском рату, Ливонци су евакуисани из својих домова, а неке породице побегле су у Шведску. Живот Ливонаца који су се вратили у порушене и оштећене домове радикално се променио. На пример, они више нису могли да се баве риболовом јер је зона залива постала ограничена зона коју је установила совјетска гранична стража. Ливонци су као и остали балтички народ били погођени депортацијама у Сибир 1949. године. Сва етничка култура је била потиснута. Ливонско друштво је забрањено, Ливонски центар заједнице додељен другима. Чак и у Летонији више није признаван Ливонски национални идентитет. Као занимљивост, 1989. године само један регистрован Ливонац живио је у обалским селима Курланда у подручју у подручју Колке.

## Писмо
Када је у питању писани ливонски језик треба нагласити да су постојали и коришћени различити ливонски ортографски системи. Штампана материја на ливонском језику објављивана је и у већи промет се штампа од 1863. године. Прва књига која је објављења је Јеванђеље по Матеју на источним и западним дијалектима. Теме које су се обрађивале на њиховом језику су: вјерска књижевност, календари, збирке поезије као и слични садржаји. Креатори ливонског књижевног језика покушали су да развију и уједине правопис и обогате рјечник, при томе намјерно избегавајући летонске елементе у лексици. Послије Другог светског рата број Ливонаца се смањио до те мере да је језичка заједница која је у стању да одржи књижевни језик Ливонаца престала да постоји.
Фински и естонски истраживачи (А.Ј. Сјогрен, Ф.Ј. Вајдеман, Е.Н. Сетала, Л. Кетунен, Л. Пости, О. Лоритс, Ф. Линус, Ј. Магисте, П. Аристе, Е. Вари, С. Сухонен, Т.Р Витсо) активно учествују у сакупљању узорака ливонског језика и етничке културе. Важано је напоменути да је објављен ливонско-њемачки речник Л. Кетунена (1938. године) независно од ових истраживања. Оскар Лоритс је био главни колекционар ливонског фолклора и веровања. Живот и култура Ливонаца такође су забележени на филму (по први пут, 1930. године).